# Tárik ibn Zijád
Tárik ibn Zijád (? – 720?) (arabsky طارق بن زياد), známý ve španělské historii a legendách jako Taric el Tuerto (Tárik jednooký), byl propuštěncem a vojenským velitelem, který vstoupil do služeb Músy ibn Nusajra, dobyvatele severozápadní Afriky (dnes nazývané jako Maghreb) v letech 708–711.

## Původ
Podle dějepisce Ibn Chaldúna, Tárik ibn Zijád pocházel z berberského kmene Nefzaúa, zvláštní větve Úlhasasů, kteří žijí dodnes na březích řeky Oued Tafna, nacházející se dnes v Alžírsku. Poté, co berberská společenství po dlouhých bojích na přelomu 7. a 8. století přijala islám, stali se jejich bojovníci údernou silou zdejších vojsk, podléhajících Umajjovskému chalífátu. Jedním z nich byl i Tárik ibn Zijád.

## Život
Tárik se pravděpodobně vyznamenal v bojích, které v Maghribu vedl Músa ibn Nusajr v letech 708–711. Músa ho učinil správcem v přímořském Tangeru, odkud následně vycházely kořistnické výpravy směřující přes Gibraltarskou úžinu na Pyrenejský poloostrov. Zde se v té době nacházelo upadající království Vizigótů.
Podle jedné z verzí vedl roku 710 Músa ibn Nusajr útok na Ceutu. Místodržící, jakýsi hrabě Julián (pravděpodobně velitel podléhající Vizigótům nebo Byzanci), město ubránil a s muslimy uzavřel spojenectví. Ti následně provedli útokem průzkum protějšího pobřeží v oblasti Algericasu. Na následující rok byla poté naplánována další výprava.
| „             | ... shromáždili se Berbeři, nějakých tři tisíce mužů, a v jejich čele stanul Abú Zarah Taríf ibn Málik al-Muáfarí, který přeplul s nimi. Potom se vylodil na ostrově (nebo poloostrově), jemuž dal jméno Tarifa - to jméno mu zůstalo dodnes - a uspořádal nájezd, zajímal, zabíjel a vrátil se nezraněn... | “ |
| — Al-Kardabús | |   |

V dubnu 711 byl Tárik ibn Zijád vyslán přes Gibraltarskou úžinu v čele 7 000 mužů. Vylodil se v místě, které se pak nazývalo Džebel el Tárik – „Tárikova skála“ (dnešní Gibraltar). Jeho vojsko poté směřovalo severozápadním směrem, postupovalo pomalu a prozkoumávalo krajinu. Mezi řekami Barbate a Guadalete narazil Tárik na vizigótské vojsko, které vedl král Roderich. Pravděpodobně někde u ústí řeky Guadalete došlo ke střetu. Bitva u Guadalete, známá také jako bitva u Jerez de la Frontera, se odehrála v červenci 711. Tárikovo vojsko mělo po příchodu posil kolem 12 000 bojovníků a utkalo se údajně s vizigótskou armádou o síle 90 000 mužů. Vizigótské spory a kronikáři zmiňovaná zrada části vojska v průběhu boje, vedly k jejich zdrcující porážce. Roderich na útěku utonul. Muslimové získali velký počet zajatců, mezi nimi i členy královské rodiny a urozené šlechtice. Tárik poté pronásledoval zbytky Vizigótů a zničil je v bitvě u Ecije. Poté pronikl ke Cordobě, kterou mu pomohli obsadit zdejší Židé. Zde ho zastihla zpráva od Músy ibn Nusajra, který mu rozkázal, aby zastavil postup. Berberský velitel však pokračoval v separátním postupu, dobyl Jaén a směřoval na sever, kde 11. listopadu vstoupil do Toleda, hlavního města říše Vizigótů. Roku 712 pak jeho vojska pronikla dále na sever, protáhla Leónem a pronikla až do Asturie k Astorze.
V červnu 712 dorazil do Algericasu sám Músa ibn Nusajr s armádou 18 000 vojáků. Zamířil na sever přes Medinu-Sidonii a Sevillu. Poté se setkal s Tárikem. Nechal ho uvěznit, přičemž nešetřil políčky (závist z úspěchu podřízeného), protože neuposlechl rozkazu a nezastavil výboje v Cordóbě. Věznil ho však jen krátce, vynikající velitel byl na zásah jiných důstojníků propuštěn a opět postaven v čela muslimských vojsk. Oba velitelé pak v následujících letech obsadili více než dvě třetiny Pyrenejského poloostrova.
| „             | ... Músa postupoval, až dorazil k Toledu, překročil ho a dobyl osmnáct měst, vyplenil je, vzal zajatce a stáhl se. Po tři roky dobýval a vedl svatou válku... | “ |
| — Al-Kardabús | |   |

Roku 714 byli Músa ibn Nusajr a Tárik ibn Zijád povoláni do Damašku k chalífovi al-Valídovi. Músa údajně vezl velkou část kořisti, kterou se v království Vizigótů podařilo získat (poklady, zajatce etc.). V Damašku ale byli nařčeni ze zpronevěry, což znamenalo jejich politický pád a následnou smrt v zapomnění. Jejich stopy zde mizí.

## Význam
Tažením Tárika ibn Zijád padlo Vizigótské království, které na Pyrenejském poloostrově existovalo od 6. století. Roku 714, kdy Músa a Tárik opouštěli poloostrov, se následníci vizigótského královského rodu vzdali svého následnictví ve prospěch umajjovského chalífy, čímž éra Vizigótů definitivně skončila.
Zároveň však muslimská expanze zcela změnila uspořádání poloostrova, které po nebývalém úpadku nastoupilo jednak cestu rozkvětu, jednak éru dalších bojů, která se nazývá reconquista.